# 宙美
宙美（ひろみ、4月2日 - ）は女性のポップス歌手。本名：伊東 公美（いとう ひろみ、旧姓：佐川〈さがわ〉）。東京都出身。2007年に徳間ジャパンコミュニケーションズよりデビュー。実父は歌手・俳優の佐川満男、実母は歌手・女優の伊東ゆかり。

## ディスコグラフィー

### シングル
1. ふたりの小舟（2007年6月6日）
  1. ふたりの小舟〜The water is wide〜
  2. 二人の並木径〜Walk With Me〜
  3. ふたりの小舟〜The water is wide〜(instrumental)
  4. 二人の並木径〜Walk With Me〜(instrumental)

### 参加作品
1. 伊東ゆかり「Touch me Lightly」（2002年12月）
瞳が微笑むから
2. 伊東ゆかり「プレミアム・ベスト 〜60カラットの愛の歌〜」（2007年4月4日）
DISC2:17.マイ・ハピネス(with 宙美)

## テレビ出演
- NHK BS日本のうた　（2010年）
- 「徹子の部屋」（2010年10月13日、母・伊東ゆかりと共演。2017年8月25日及び2018年7月16日、母・伊東、父・佐川満男と三人で出演）